# Villa Elfviks udde

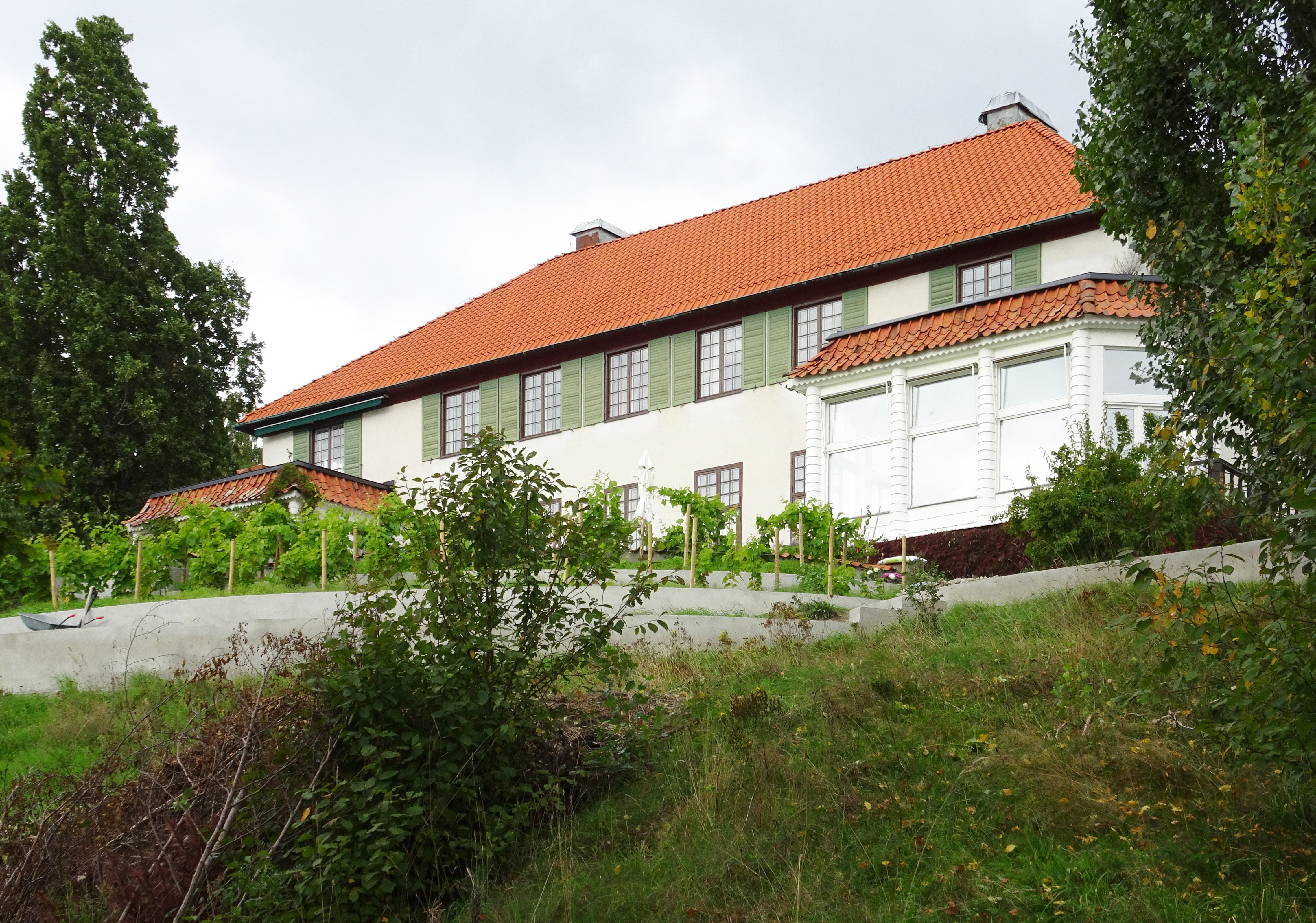
Villa Elfviks udde, fasad mot söder, 2021.

Villa Elfviks udde är en kulturhistoriskt värdefull byggnad vid Elfviks udde 6 i kommundelen Elfvik i Lidingö kommun. Villan uppfördes 1911 för finansmannen  Jonas Kjellberg efter ritningar av arkitekt Ragnar Östberg. Villan utgör ett välkänt sjömärke vid segelleden till och från Stockholm.

## Bakgrund
Elfviks udde hörde ursprungligen till Elfviks gård. Här förvärvade 1910 den välbärgade finansmannen  Jonas Kjellberg en stor södervänd tomt med vidsträckt utsikt över Hustegafjärden, Halvkakssundet och Stockholms inlopp. 

## Byggnadsbeskrivning

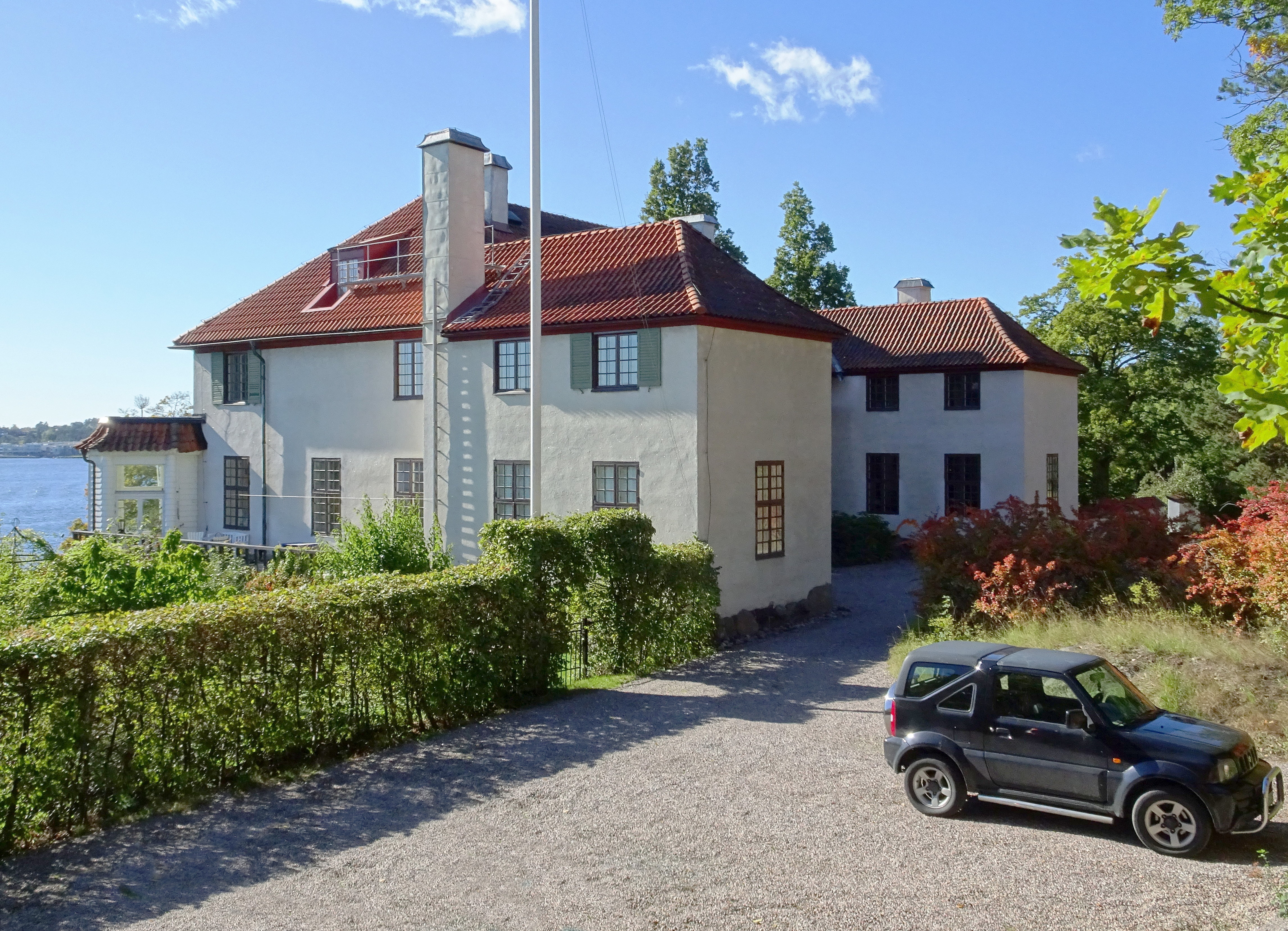
Villans entrésida.

Byggnaden placerades mitt på tomten med egen körväg från grinden (adress Elfviks udde 6) ner till husets entré. Villan fick två våningar med en hög bottenvåning som accentueras av höga fönster mot sjön och i övervåningen av ett symmetriskt placerat fönsterband direkt under takfoten. Taket utgörs av ett högt, valmat och tegeltäckt sadeltak. Mot norr omsluts entrén av två i huvudbyggnaden integrerade flyglar i två våningar som bildar en sorts cour d'honneur. Själva huvudentrén gestaltade Östberg som ett litet antikt tempel. Byggnadens strama arkitektur med vitputsade fasader har drag av engelska ”country houses” och svenska herrgårdar. Till bebyggelsen hör även en av Östberg ritad trädgårdsmästarbostad belägen på tomtens västra sida. Husets fasader är klädda med träpanel under ett flackt tak. 
När Villa Elfviks udde uppfördes 1911 och fram till 1960-talet var Kjellbergs anläggning den enda bebyggelsen på uddens sydöstra sida. Därefter uppfördes Blue Hotel, den stora kursgården för IBM på uddens centrala del och ytterligare några villor öster om Villa Elfviks udde. 
Under andra världskriget användes byggnaden av Försvarsstaben/FRA för signalspaningsverksamhet mellan 1940 och 1943. Den kallades Rabo och där bedrevs radiospaning och kryptoforcering, mestadels mot sovjetisk, tysk och brittisk radiotrafik. Ett trettiotal personer arbetade på Rabo och var förlagda i närheten.  
I gällande stadsplan från 1982 har villan och trädgårdsmästarbostaden en Q-märkning vilket innebär ”kulturhistoriskt värdefull byggnad vars yttre ej får förvanskas”.

### Byggnadens disposition
Bottenvåningen innehåller husets representations- och sällskapsrum. Planen domineras av salongen som nås via en stor, central hall med separat kapprum och flankeras av bibliotek i väster och matsal i öster. Från matsalen leder ett serveringsrum till köksregionen och rum för personal som upptar västra flygeln. Den östra flygeln är reserverad för ett biljardrum.  Övervåningen upptas av ”Herrens sovrum”, ”Fruns sovrum”, två barnkammare och tre gästrum, dessutom badrum, två jungfrurum, rum för guvernant och kokerska.

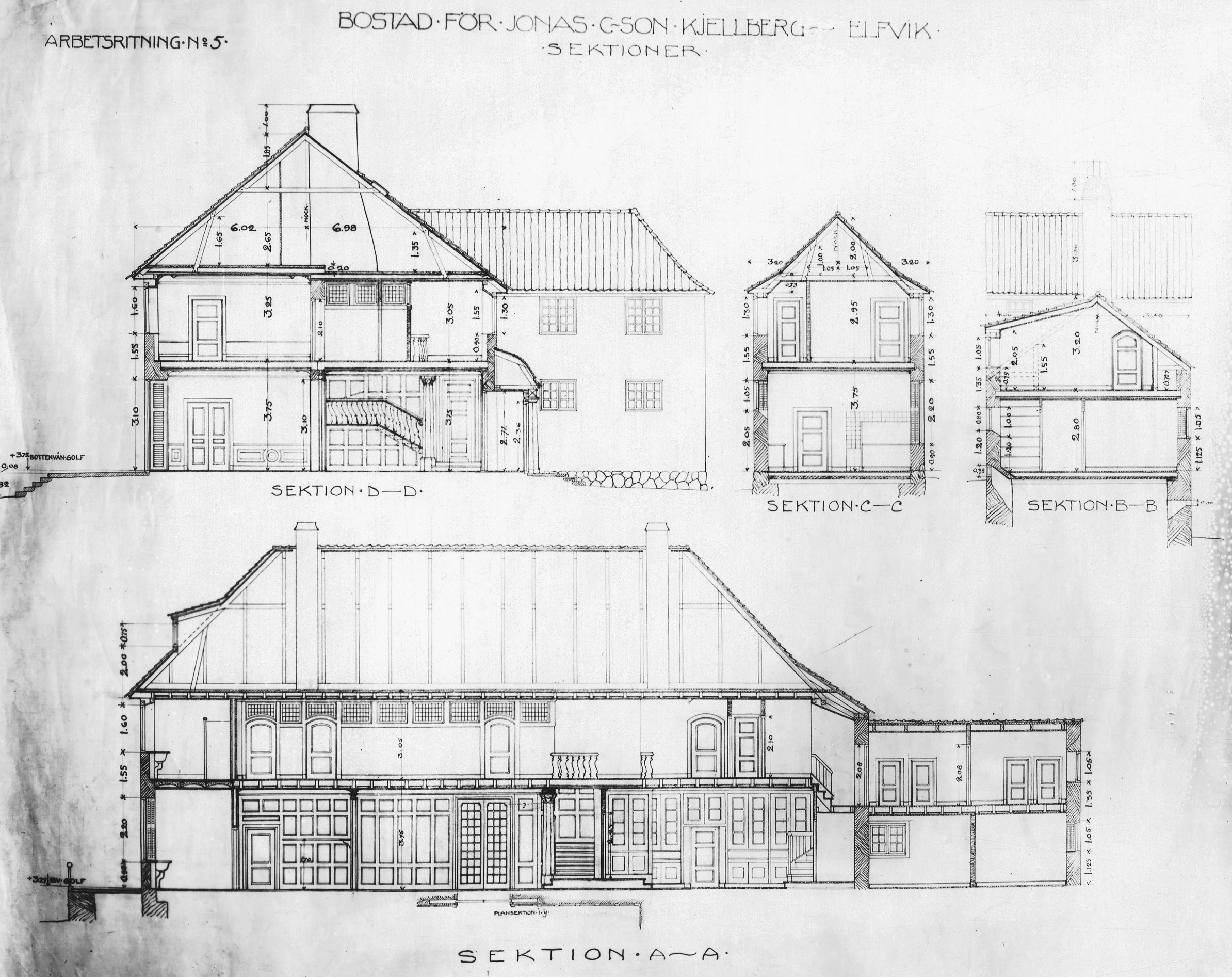
Sektioner.
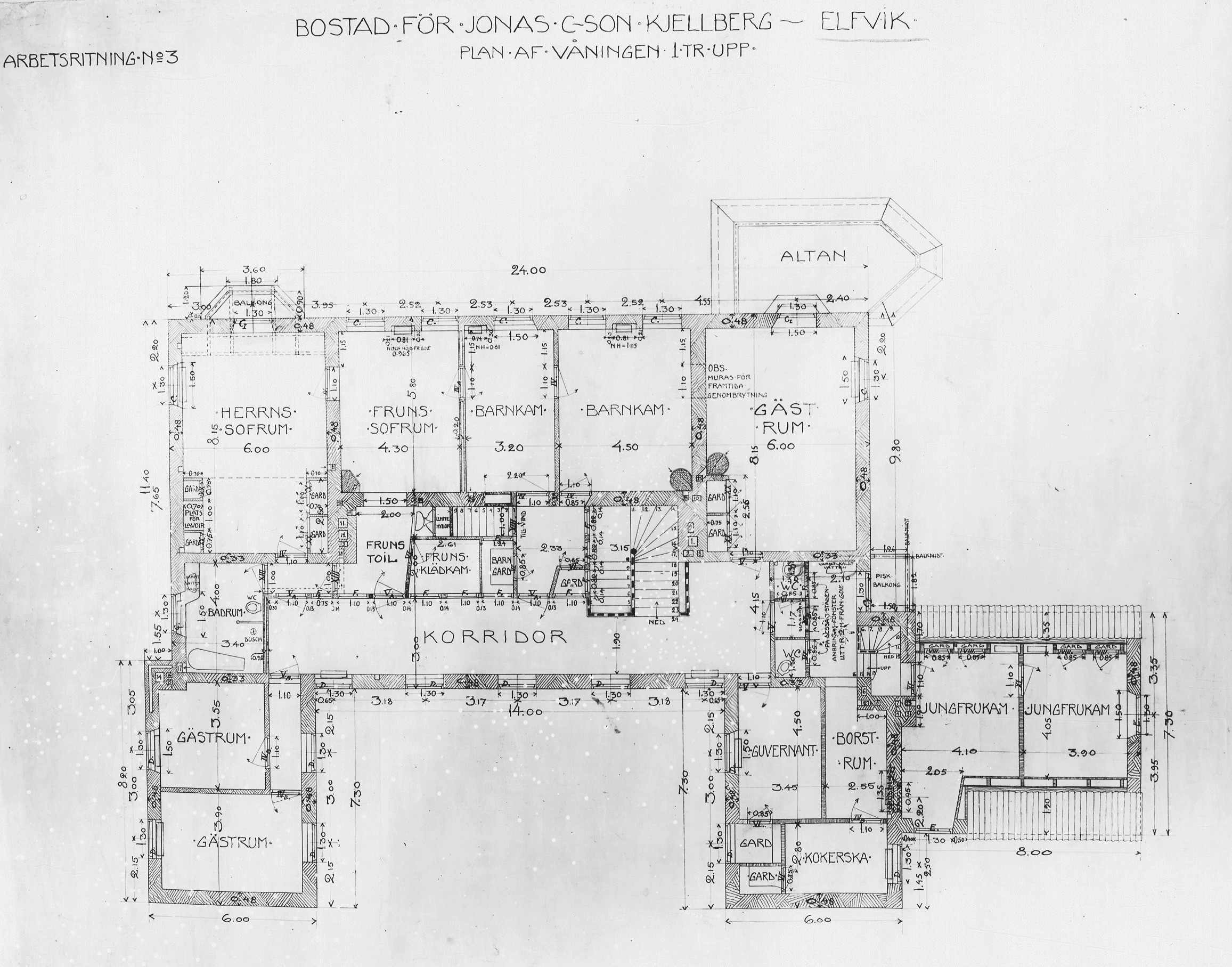
Bottenvåning.
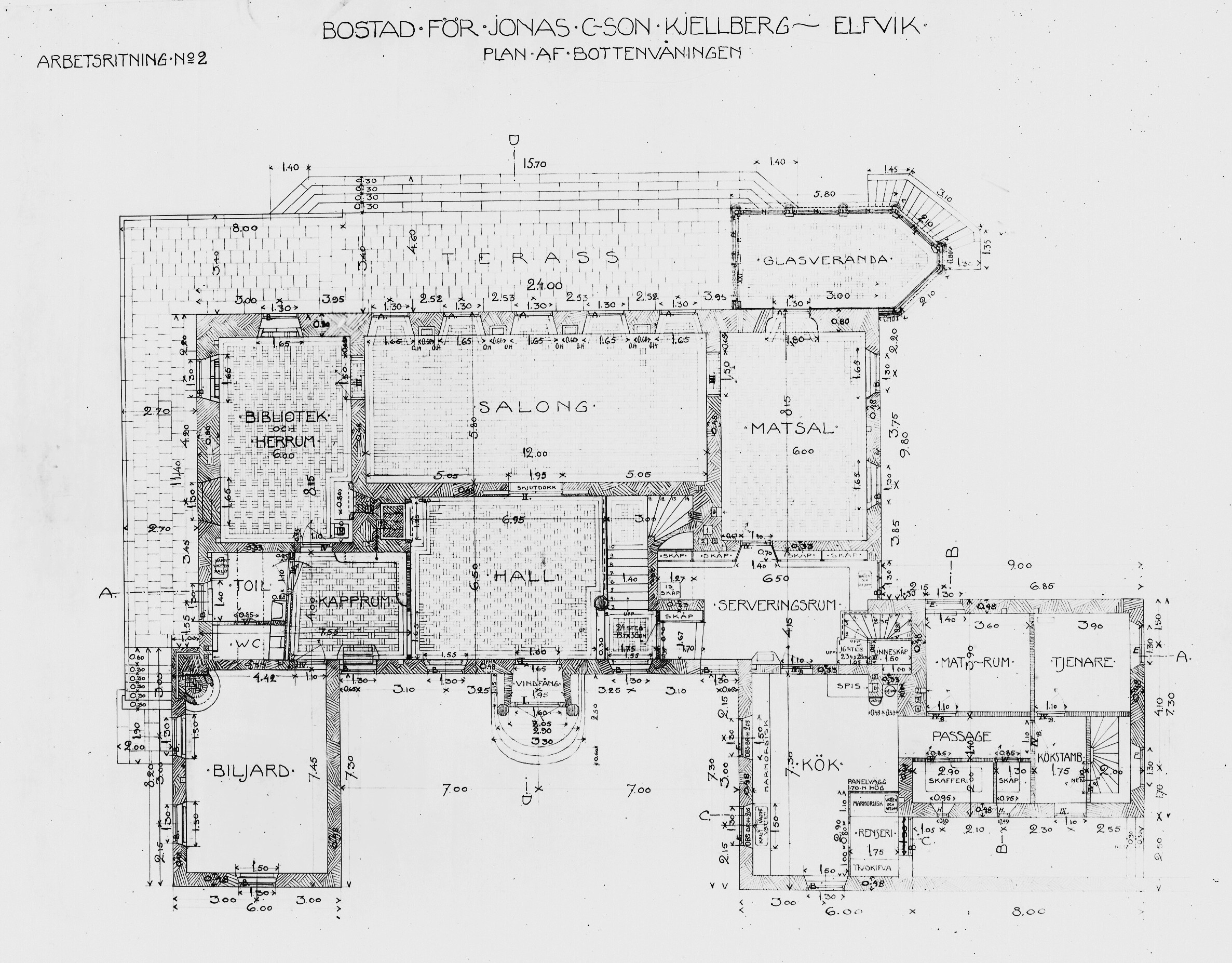
Våning 1 trappa.

## Östberg om villan

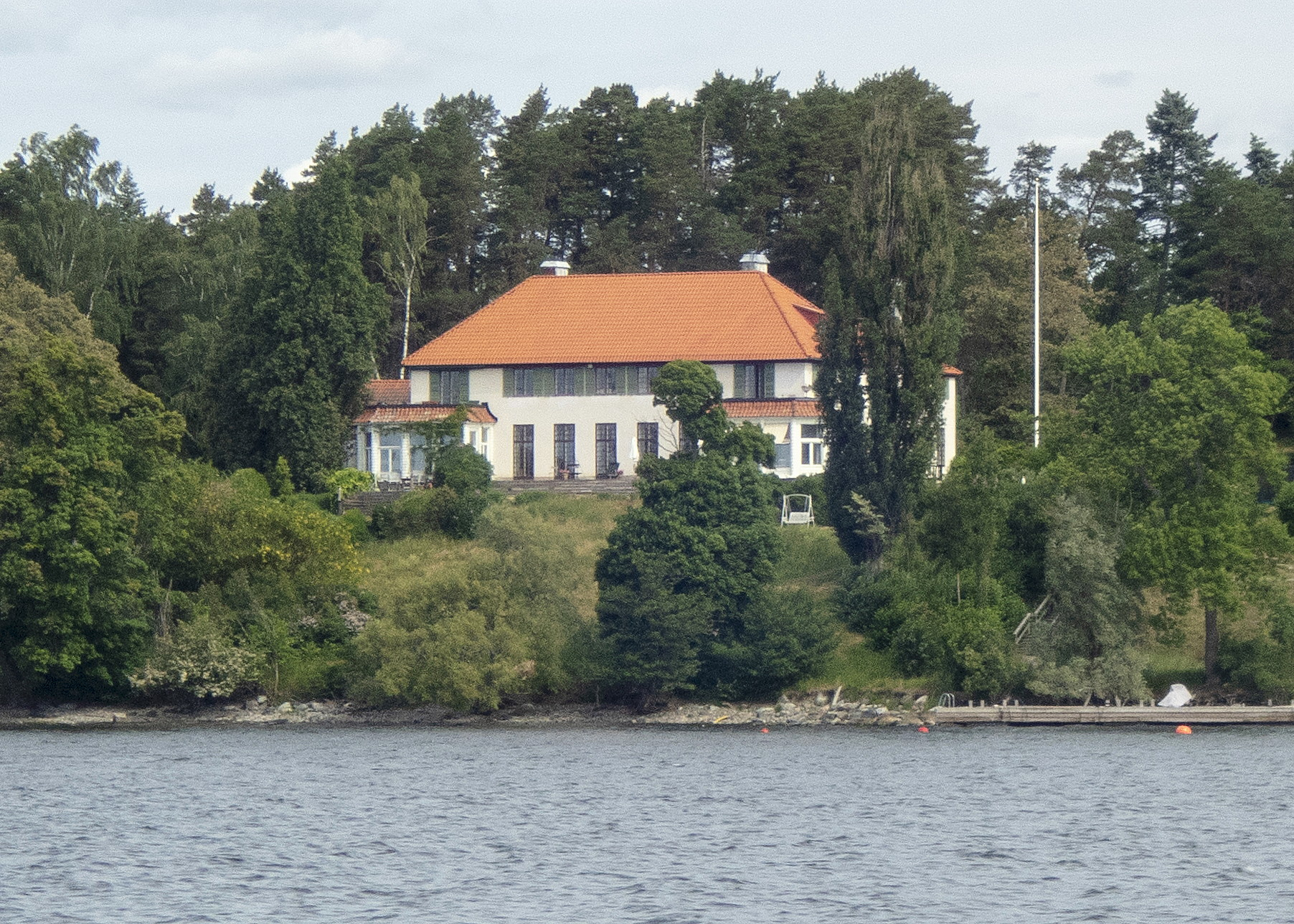
Vy från Hustegafjärden.

Ragnar Östberg beskrev tomten och villan med följande ord:
| ” | Själva området utgör en långsträckt grässlänt, som jämnar ut sig mot yttersta udden, där båtbryggan ligger. Byggnaden med trädgård och utlängor är lagd på den del av tomten, som gränser till det äldre Elfvik, varigenom hela ”domänen” ligger fri i ett långt perspektiv, mellan skog och sjöallé, ut mot yttersta udde.Mot huvudbyggnaden stöta åt skogssidan ett par flyglar och åt trädgården en köksmur. Framför, emot sjön, åt yttersidan ett terrassplan, lagt med hällar och en halvrund gräsplan för att uppta slänten. | „ |